# Диптанк
Дипта́нк (від англ. deep-tank — «глибокий бак») — цистерна для водяного баласту чи рідкого палива на транспортному судні. Диптанки розміщують над настилом другого дна, обмежують водонепроникними перебірками і споряджають люками з кришками. Залежно від призначення диптанки розділяють на баластні і паливні.
Баластні диптанки поліпшують посадку судна при плаванні без вантажу: центр ваги диптанка близько збігається з центром ваги відповідної вантажної ватерлінії. При заповненні диптанка водою, а трюмів — вантажем вдається змістити загальний центр ваги судна і тим зменшити хитавицю. Крім того, іноді вони використовуються для розміщення сипучого або штучного вантажу.
Паливні диптанки служать сховищами рідкого палива для власних потреб судна. Диптанки для рідкого вантажу (олії, латексу та ін.) влаштовують і на деяких суховантажних суднах.

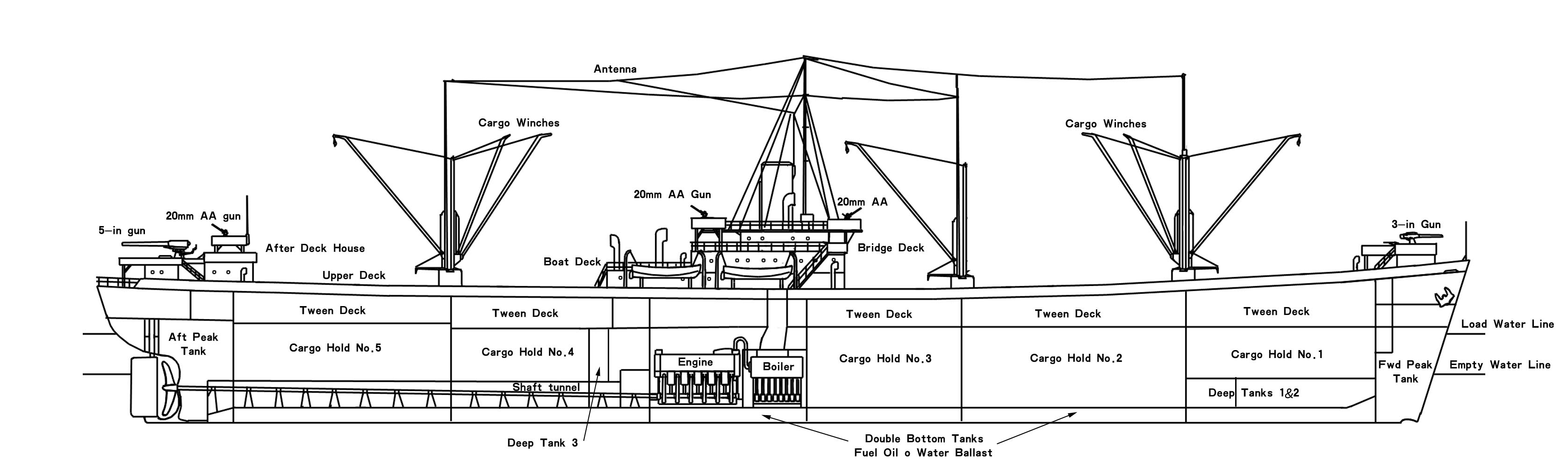
Диптанки судна «Ліберті» розташовані в носовій частині, під 1-м вантажним трюмом, за форпіком